# الإسلام في جمهورية تشوفاشيا (جواش)
يرجع انتشار الإسلام في حوض الفولجا إلى جهود التتار، فلقد بذلوا جهداً عظيماً في نشر الدعوة الإسلامية بين سكان نهر الفولجا، ولقد سبقهم البلغار في نشر الإسلام بهذه المنطقة، ولكن جهودهم كانت ضعيفة، وظل الإسلام سائداً بالمنطقة حتى احتل الروس بلاد التشوفاش في سنة (960 هـ - 1552 م) واتجهت إليها حملات التنصير ودعمتها السلطة القيصرية، واستخدموا العنف لارغام السكان على اعتناق المسيحية، ولكن جهودهم فشلت ،ولقد دفع هذا الامبراطورة الروسية كاترين الثانية إلى إصدار عدة قوانين لارغام السكان على اعتناق المسيحية في سنة (1192 هـ - 1778 م). ورغم هذه التحديات تظاهر التشوفاتش باعتناق المسيحية، وعندما أعلنت حرية التدين في روسيا القيصرية في سنة (1323 هـ - 1905 م) أعلنوا جميعاً إسلامهم الذي ظل مستتراً لفترة طويلة، وسادت بلادهم نهضة إسلامية قبل استيلاء الشيوعيين على حكم روسيا، وأنشئت جمهوريتهم ذاتية الحكم (تشوفاشيا) في سنة (1344 هـ - 1925 م) وتصل نسبة المسلمين إلى 58%، ويتبعون الإدارة الدينية لروسيا الأوروبية ومركزها أوفا عاصمة باشكيريا